# Caridina acuminata
Caridina acuminata är en kräftdjursart som beskrevs av William Stimpson 1860. Caridina acuminata ingår i släktet Caridina och familjen Atyidae. Inga underarter finns listade i Catalogue of Life.